# Krystyna Janda
Krystyna Jolanta Janda (Starachowice, 18 dicembre 1952) è un'attrice polacca.
È stata membro della giuria al Festival di Berlino nel 1993.
Ha vinto il Prix d'interprétation féminine al Festival di Cannes 1990 per il film Przesłuchanie.

## Vita privata
Negli anni 1974-1979 è stata sposata con il collega attore Andrzej Seweryn. Nel 1981, ha sposato il direttore della fotografia Edward Kłosiński (1943-2008). Ha tre figli: Maria Seweryn e, dal secondo matrimonio, Adam e Jędrzej Kłosiński. Janda attualmente vive a Milanówek vicino a Varsavia.
Nel 2015 ha lanciato un marchio di cosmetici con il suo nome.

## Filmografia parziale
- L'uomo di marmo (Czlowiek z marmuru), regia di Andrzej Wajda (1976)
- Senza anestesia (Bez znieczulenia), regia di Andrzej Wajda (1978)
- Direttore d'orchestra (Dyrygent), regia di Andrzej Wajda (1980)
- L'uomo di ferro (Czlowiek z zelaza), regia di Andrzej Wajda (1981)
- Mephisto, regia di István Szabó (1981)
- Przesłuchanie (L'interrogatorio), regia di Ryszard Bugajski (1982)
- Alzati spia (Espion, lève-toi), regia di Yves Boisset (1982)
- Sul globo d'argento (Na srebrnym globie), regia di Andrzej Żuławski (1988)
- Decalogo 2, regia di Krzysztof Kieślowski (1988)
- Decalogo 5, regia di Krzysztof Kieślowski (1988)
- Breve film sull'uccidere (Krótki film o zabijaniu), regia di Krzysztof Kieślowski (1988)
- Przesłuchanie, regia di Ryszard Bugajski (1989)
- Tatarak, regia di Andrzej Wajda (2009)
- Elles, regia di Małgorzata Szumowska (2011)
- Dolce fine giornata, regia di Jacek Borcuch (2019)